# Pepto-Bismol
Pepto-Bismol est un médicament en vente libre produit par la compagnie nord-américaine Procter & Gamble et destiné à soulager des malaises gastriques courants. Il a servi à guérir le choléra infantile au début du XXe siècle, sous le nom de Bismosal. [réf. nécessaire] La couleur rose distinctive du Pepto-Bismol est attribuable à un simple colorant, et permet à la marque d'avoir une image facile à retenir. Son ingrédient actif, le sous-salicylate de bismuth, est présent à hauteur de 1,75 % en masse.  En tant que dérivé de l'acide salicylique, le sous-salicylate de bismuth a une action anti-inflammatoire et bactéricide et agit également comme antiacide.